# Астра 1D
Астра 1D (нем. Astra) — европейский телекоммуникационный спутник компании SES. Он предназначается для ретрансляции радио- и телепрограмм в аналоговом и цифровом форматах.
После того, как он начал регулярную трансляцию, на территории Европы стал возможен приём около 100 телевизионных каналов.

## Зона покрытия
Европа.